# Long Legged Woman Dressed in Black
«Long Legged Woman Dressed in Black» es una canción interpretada por la banda británica Mungo Jerry. Fue publicada el 8 de marzo de 1974 como el tercer y último sencillo del quinto álbum de estudio de la banda del mismo nombre.

## Producción
«Long Legged Woman Dressed in Black» fue escrita por el cantante principal de la banda, Ray Dorset, y producida por Barry Murray y Dorset. Además de Dorset (primera guitarra y voz), los músicos eran Dick Middleton (segunda guitarra), Bob Daisley (bajo), Ian Milne (teclados) y Dave Bidwell (batería).
El título de la canción está inspirado en el de Long Cool Woman in a Black Dress de The Hollies, canción publicada 2 años antes.

## Rendimiento comercial
«Long Legged Woman Dressed in Black» se convirtió en el último éxito comercial de la banda, alcanzando el puesto #13 en el Reino Unido durante la semana del 11 de mayo de 1974. También alcanzó la posición #4 en Sudáfrica y #84 en Australia.

## Posicionamiento
| Gráfica (1974)                          | Pico de posición |
| --------------------------------------- | ---------------- |
| Australia (Kent Music Report)           | 84               |
| Bélgica (Flandes) (Ultratop 50 Singles) | 25               |
| Bélgica (Valonia) (Ultratop 50 Singles) | 46               |
| Reino Unido (UK Singles Chart)          | 13               |
| Sudáfrica (Springbok Radio)             | 4                |